# Хамфри-Браун, Мюриэль
Мюриэль Хамфри-Браун (англ. Muriel Humphrey Brown, 20 февраля 1912 года — 20 сентября 1998 года) — американский политик, вторая леди США и сенатор США от штата Миннесота. Она была замужем за 38-м вице-президентом США Хьюбертом Хамфри. После смерти супруга заняла его место в Сенате США (была второй женщиной в Конгрессе, представлявшей штат Миннесота).

## Биография

### Ранние годы и брак
Мюриэль Фей Бак родилась 20 февраля 1912 года в городе Хьюрон, Южная Дакота в пресвитерианской семье Эндрю и Джесси Мэй Бак. Её отец занимался перепродажей продуктов, в основном сливок, яиц и домашней птицы. Мюриэль посещала государственную школу, а затем колледж Хьюрона в 1931—1932 годах. После окончания она работала бухгалтером. В эти годы она познакомилась с Хьюбертом Хамфри, помощником в аптеке. Они поженились 3 сентября 1936 года. Мюриэль помогала мужу финансировать его образование в Университете Миннесоты, а затем и во время магистратуры в Луизианском государственном университете (она делала бутерброды, которые её муж затем продавал студентам по 10 центов за штуку). У них было четверо детей: Хьюберт третий, Нэнси, Боб и Дуглас.

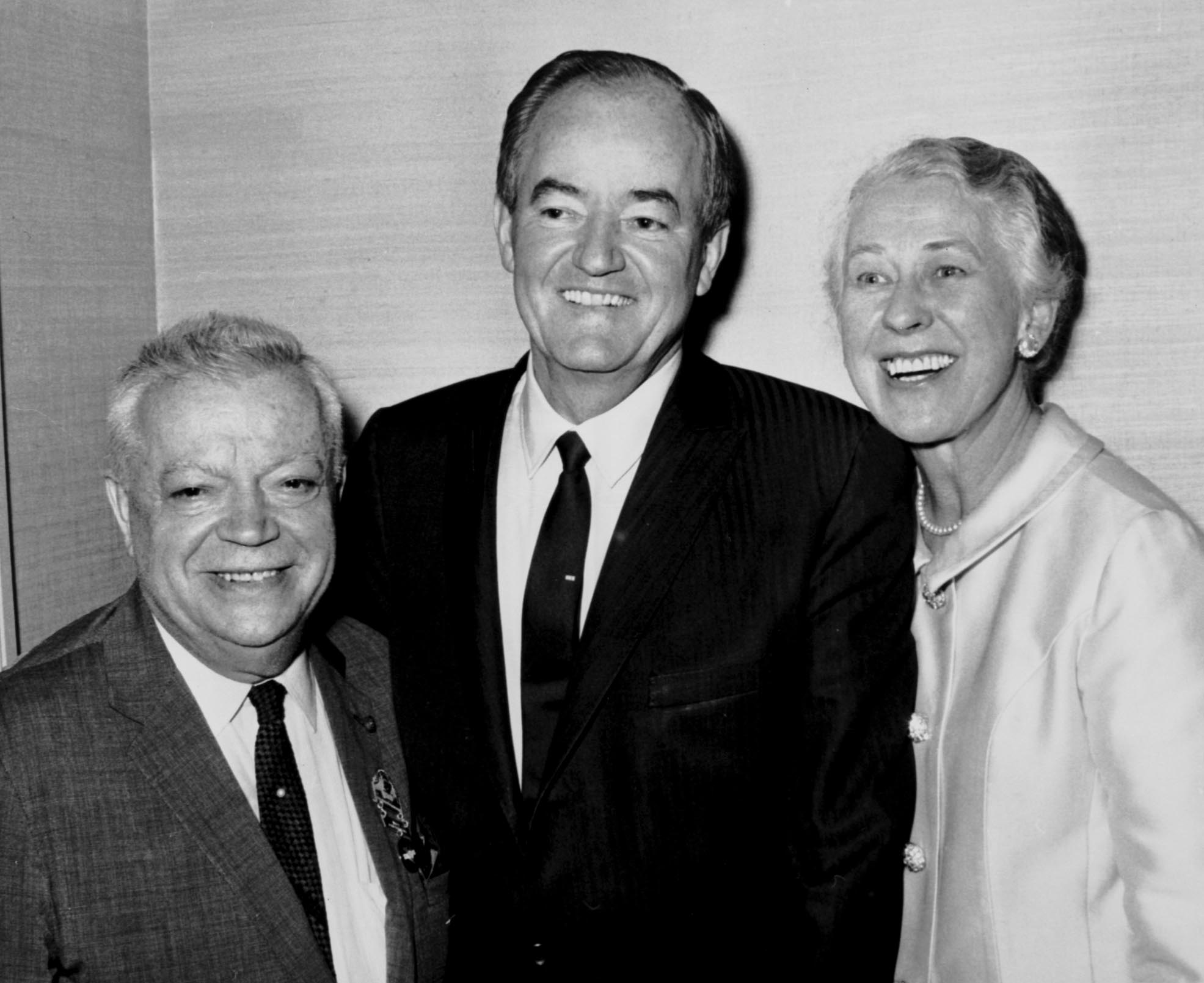
Мюриэль Хамфри с мужем и Дэвидом Дубински (слева) в 1966 году

Во время Второй мировой войны Хьюберт Хамфри начал преподавать в Университете Миннесоты политические науки, а в 1945 году выиграл выборы на пост мэра Миннеаполиса. Затем 3 срока он избирался сенатором США от штата Миннесота. Мэриэль Хамфри мало участвовала в ранней публичной жизни своего мужа, стараясь сохранять дистанцию между детьми и политической активностью. Однако во время вторых выборов в Сенат в 1954 году, она начала активно участвовать в публичных выступлениях. В 1964 году президент Линдон Джонсон выбрал Хамфри на позицию вице-президента. После их победы на выборах, Хамфри занимал эту должность с 1965 по 1969 год. Во время предвыборной гонки Wall Street Journal описал Мюриэль Хамфри как «основного помощника мужа». Во время срока, в течение которого Хьюберт занимал пост вице-президента, пресса изображала Мюриэль как поддерживающую жену, хорошую бабушку, которая шила одежду для детей и себя. После неудачной президентской кампании, Хамфри избирался в сенат ещё 2 раза. В 1977 году у Хьюберта Хамфри был обнаружен рак на последней стадии, он скончался в январе 1978 года.

### Сенатор США

Джимми Картер приветствует сенатора Хамфри с семьёй

25 января 1978 года Мюриэль Хамфри была назначена на должность Сенатора США на место своего умершего мужа. Хамфри была 12 женщиной в Сенате США и 5-й женщиной, занявшей пост своего мужа, однако на момент назначения единственной среди 100 сенаторов. Она представляла Миннесоту с 25 января по 7 ноября 1978 года до официальных выборов на место сенатора. За этот десятимесячный срок она участвовала в комитете по международным отношениям и государственным делам.
В своем первом выступлении в качестве сенатора Хамфри призвала ратифицировать договоры, передающие Панамский канал Панаме и гарантирующие нейтралитет канала, это был проект её мужа. Во время голосования в комитете по международным отношениям она также отдала решающий голос в пользу предложения президента Джимми Картера о продаже военных самолетов в Египет, Израиль и Саудовскую Аравию. В комитете по государственным делам Хамфри лоббировала успешную поправку к Закону о реформе государственной службы 1978 года, которая расширила защиту рабочих мест федеральных служащих, которые разоблачили растрату или мошенничество в правительстве. В 1978 году был принят закон Хамфри-Хокинса о полной занятости и сбалансированном росте, который написал муж Мюриэль, она присутствовала на церемонии подписания Билля в Белом доме.
Мюриэль Хамфри предложила общенациональную информационно-пропагандистскую систему для защиты прав пациентов с тяжелыми психическими расстройствами и выступала за всеобщее обследование беременных женщин для предотвращения умственной отсталости у младенцев. Во время своей политической работы она активно поддерживала социальные программы. Одним из её предложений было финансирование федеральным правительством абортов для женщин, которые не имеют средств. В сентябре 1978 года Сенат принял поправку Хамфри к закону об организации образования. Мюриэль Хамфри была одним из инициаторов отсрочки ратификации поправки о равных правах.

### Возвращение домой
8 апреля 1978 года на торжественном ужине в Сент-Поле, Хамфри объявила, что она не будет баллотироваться на продолжение срока. Во время интервью она призналась, что это было тяжёлое решение для неё и после трёх десятилетий публичной жизни она вернётся в Миннесоту, чтобы продолжить жизнь как частное лицо. В 1979 году Мюриэль Хамфри вышла замуж второй раз за Макса Брауна, овдовевшего бизнесмена из Небраски. Пара жила в Плимуте, Миннесота. Мэриэль Хамфри-Браун активно участвовала в работе, связанной с помощью умственно отсталым (её старшая внучка родилась с синдромом Дауна). Она также принимала участие в ярмарках Миннесоты и выиграла призы за шитьё. Хамфри-Браун умерла 20 сентября 1998 года в госпитале в Миннеаполисе. Похоронена на кладбище Лейквуд в Миннеаполисе.